# 이본 오지
이본 오지(Yvonne Orji, 1983년 12월 2일 ~ )는 나이지리아, 미국의 배우, 코미디언이다.

## 영화, 텔레비전
- 제인 더 버진
- 나이트 스쿨